# 鈴木れい子
鈴木 れい子（すずき れいこ、1944年8月15日 - ）は、日本の女性声優。アーツビジョン所属。東京都出身。

## 経歴
舞台芸術学院卒業。劇団東演、ミュージカルファミリー（現：劇団飛行船）、テレビタレントセンター、黒沢良アテレコ教室、江崎プロダクション、青二プロダクションを経て、アーツビジョン所属となった。

## 人物
アニメ番組でのおばあさん役で知られる。インパクトやクセの強い老婆役が多く、母親役、少年役も多い。
元々は舞台女優だったが、役がつかない日々が続き退団。着ぐるみのアルバイトを経て新聞の広告を見て声優になった。
アニメ・吹き替え作品以外では、クラシエフーズ（旧カネボウフーズ・ベルフーズ）「ねるねるねるね」のCMでの魔女（演：フランシス・ケネディ）の声が知られている。
幼少期に『スーパーマン』を見ており、スーパーマン役だった大平透とのレギュラーが決まった時は嬉しかったという。
趣味・特技は、スキー、日本舞踊、長唄（法楽と歌のみ）、合気道五段。
日本ナレーション演技研究所東京校において講師を務めるなど、後進の育成にも力を注いでいる（教え子には堀江由衣がいる）。高桑慎一郎の東京アニメーションの講師をしていた時期もあり、乃村健次が受講していた。

## 出演
太字はメインキャラクター。

### テレビアニメ
1975年
- 宇宙の騎士テッカマン（ノッポB）
- タイムボカン（母親、桃太郎のおばあさん）
- フランダースの犬（イザベル）
- わんぱく大昔クムクム（シャーマ）

1976年
- ブロッカー軍団IVマシーンブラスター（尼僧、ヘルクイーン〈子供時代〉）
- ろぼっ子ビートン（ワニタロー、トン子〈2代目〉）

1977年
- あしたへアタック!（八百屋）
- 一発貫太くん（戸馳幼吉）
- とびだせ!マシーン飛竜（岬チュウ太、ナターシャ）
- ポールのミラクル大作戦（子供）
- まんが 花の係長
- ヤッターマン（一太郎、柿太郎、年五郎）
- 若草のシャルロット（ベラ）

1978年
- 家なき子
- 銀河鉄道999（ベートーベンの母）
- 女王陛下のプティアンジェ（マーシャー）
- はいからさんが通る（ばあや）
- 魔女っ子チックル（大山ウメ、勉）
- ルパン三世 (TV第2シリーズ)（1978年 - 1980年）

1979年
- 機動戦士ガンダム（フラウ・ボゥの母）
- こぐまのミーシャ（1979年 - 1980年、マーサ、コンゴ夫人 他）
- ゼンダマン（ジャック、少年）
- 闘士ゴーディアン（チョコマ）
- 花の子ルンルン（おばあちゃん）
- 未来ロボ ダルタニアス（元一、ジュデラ）
- 科学忍者隊ガッチャマンII（祖母、リック）
- ベルサイユのばら（1979年 - 1980年）
- 野球狂の詩（客）

1980年
- おじゃまんが山田くん（山田いね、川上ゆたか）
- 科学忍者隊ガッチャマンF（鴨正一）
- 鉄腕アトム (アニメ第2作)（女王、ナレーション）
- ニルスのふしぎな旅（子供たち）
- 無敵ロボ トライダーG7（とおる、アキラの母）

1981年
- 愛の学校クオレ物語（デロッシ）
- ゴールドライタン（モンキー〈木枯紋吉〉、デンジライタン、デビルシューズ）
- 新・ど根性ガエル
- まいっちんぐマチコ先生（カメの祖母）
- ヤットデタマン（老婆）
- ワンワン三銃士（老婆）

1982年
- 逆転イッパツマン（オトシマさん）
- ゲームセンターあらし（おばあちゃん）
- The・かぼちゃワイン（中年女B）
- ダッシュ勝平（おばあさん）
- ときめきトゥナイト（母親）
- 魔境伝説アクロバンチ（リム）
- 魔法のプリンセス ミンキーモモ（セーラ、トニー、トミー、サマンサ、ポール、老婆、夫人A）
- 野生のさけび

1983年
- イーグルサム
- イタダキマン（子供A、尼A）
- キャプテン翼（1983年版）（1983年 - 1986年、マサル、和夫）
- Dr.スランプ アラレちゃん（老母）
- ストップ!! ひばりくん!（老婆）
- パーマン（男の子）
- ベムベムハンターこてんぐテン丸（おばあちゃん）
- ピュア島の仲間たち
- 魔法の天使クリィミーマミ（1983年 - 1984年、内山誠、日高守〈代役〉、老婆 他）

1984年
- 星銃士ビスマルク（エルム 他）
- 宗谷物語（高志の母、校長の妻）
- チックンタックン
- 牧場の少女カトリ（アンネリ）
- 北斗の拳（トヨ）
- ルパン三世 PARTIII

1985年
- コンポラキッド（晴海ツネ）
- はーいステップジュン（式部）

1986年
- あんみつ姫（おはぎの局）
- ゲゲゲの鬼太郎（第3作）（1986年 - 1987年、メイド、吹消婆、奪衣婆）
- 剛Q超児イッキマン（ばっちゃん）
- 青春アニメ全集（ヨネ）
- 生徒諸君!心に緑のネッカチーフを（おばあちゃん）
- ドラゴンボール（1986年 - 1987年、老婆、スノの母、女村長）
- ハイスクール!奇面組（老婆、祖母）
- ロボタン

1987年
- 機甲戦記ドラグナー（ソウル・ジルセット）
- キテレツ大百科（1987年 - 1988年、女房、みよこの叔母、マヤ、アルの母、藤江 他）
- きまぐれオレンジ☆ロード（祖母）
- シティーハンター（未亡人）
- 新メイプルタウン物語 パームタウン編（マリー）
- グリム名作劇場（1987年 - 1988年、ハンスの母、魔女）
- ドテラマン（老婆）
- のらくろクン（お松、ブタ川の母、少年ブタ川）
- Bugってハニー（マリリン）
- マシンロボ クロノスの大逆襲（カーマ）
- レディレディ!!（ブレンダ）

1988年
- ついでにとんちんかん（トン吉の母）
- ビックリマン（お化ちゃ魔）
- ひみつのアッコちゃん（第2作）（民宿のおばさん）
- 魔神英雄伝ワタル（アリババー）
- めぞん一刻

1989年
- 青いブリンク（乳母）
- 機動警察パトレイバー
- 昆虫物語 みなしごハッチ（1989年 - 1990年、ビートンの母、ハナアブ、大家、伝言ばあさん、お婆さん、オカゲさん）
- 魔動王グランゾート（1989年 - 1990年、V-メイ）
- 桃太郎伝説 PEACHBOY LEGEND（1989年 - 1990年、ばっちゃん、かわうそばあや 他）
- らんま1/2（ばあさん〈餃子〉、水かけ婆さん、ムースの母） - 2シリーズ

1990年
- 悪魔くん（鬼婆）
- NG騎士ラムネ&40（シカトばあさん）
- 美味しんぼ（鈴子の母、料理の先生、小林先生、アナウンス、女将）
- それいけ!アンパンマン
- 魔法のエンジェルスイートミント（お婆さん、少年A、おばさんA）

1991年
- OH!MYコンブ（カフェ婆さん）
- 緊急発進セイバーキッズ
- ゲッターロボ號（フーラン）
- ゲンジ通信あげだま（伊保亜茶子）
- 楽しいムーミン一家（婦人）
- チンプイ（女）
- ハイスクールミステリー学園七不思議（新沼里子）
- 絶対無敵ライジンオー（日向陽太郎）
- 太陽の勇者ファイバード（1991年 - 1992年、おばあさん、チチク）
- 魔法使いサリー（1989年版）（おばあさん）
- YAWARA!（1991年 - 1992年、松田の母）

1992年
- クッキングパパ（おばあちゃん）
- クレヨンしんちゃん（1992年 - 、峠の茶屋のおばあさん、隣のおばさん、大江戸ランドのおばさん、駄菓子屋のおばさん、男の子、ゴーストマンションの声 他）
- 超電動ロボ 鉄人28号FX（老婆）
- ツヨシしっかりしなさい（1993年 - 1994年、お婆さん、景子）
- ファンタジーアドベンチャー 長靴をはいた猫の冒険
- フランダースの犬 ぼくのパトラッシュ（主婦B）
- ママは小学4年生（水木絹代）
- みかん絵日記（トヨ）

1993年
- 海がきこえる（おかみさん）
- 剣勇伝説YAIBA（1993年 - 1994年、御隠居 / 祖母）
- GS美神（大家）
- ドラえもん（テレビ朝日版第1期）（客）
- 忍たま乱太郎（1993年 - 2018年、老婆、竜王丸の妻〈初代〉、花子、団子屋のおかみ、老婆、女主人 / ドクアジロガサくの一）
- 熱血最強ゴウザウラー（おばあちゃん / しのぶの祖母）

1994年
- 覇王大系リューナイト（イドロ）
- ハックルベリー・フィン物語（ポリー、ベン）
- 幽☆遊☆白書（氷女A）

1995年
- 十二戦支 爆烈エトレンジャー（王妃、バアさん）

1996年
- いじわるばあさん（富子）
- ゲゲゲの鬼太郎（第4作）（くびれ鬼、おばあさん）
- ご近所物語（小梅）
- 地獄先生ぬ〜べ〜（お婆ちゃん）
- みどりのマキバオー（シドリコ）
- 名探偵コナン（1996年 - 2017年、七尾米、武田智恵、神山静、西山せつ子、原幸恵、江本安子、金満豊子）

1997年
- 中華一番!（老婆）
- 超魔神英雄伝ワタル（レイコ）
- 勇者王ガオガイガー（おばあちゃん）
- 烈火の炎（産婆）

1998年
- 金田一少年の事件簿（鏑木葉子）
- 時空探偵ゲンシクン（おばあさん）
- 時空転抄ナスカ（老婆、老女）
- TRIGUN（お婆さん）
- 熱沙の覇王ガンダーラ（老婆、ババロン）
- ふしぎなメルモリニューアル（おばあちゃん）
- MASTERキートン（婦人）

1999年
- イソップワールド（召使）
- 神風怪盗ジャンヌ（青木かおり）
- 週刊ストーリーランド（老婆、お梅）
- 神八剣伝（ヨゾラ博士）

2000年
- キョロちゃん（お婆さん）

2001年
- シャーマンキング（ゴルドバ）
- ののちゃん（山野しげ）
- ノワール（老婦人）
- 魔法戦士リウイ（サラ）

2002年
- 王ドロボウJING（老婆）
- 十二国記（采王、長老）
- ポケットモンスター（勧誘のおばさん）

2003年
- WOLF'S RAIN（女、女狼）
- GAD GUARD（おばあさん）
- 金色のガッシュベル!!（馬場アンアン）
- 獣兵衛忍風帖 龍宝玉篇（傀儡）
- SPACE PIRATE CAPTAIN HERLOCK（マス）
- 釣りバカ日誌（女将）
- 鋼の錬金術師（おばあちゃん）
- ふたつのスピカ（母）
- フルメタル・パニック? ふもっふ（お婆さん）

2004年
- アガサ・クリスティーの名探偵ポワロとマープル（ブレイド）
- tactics（女将）

2005年
- おくさまは女子高生（恭介のおばあちゃん）
- おでんくん（お婆さん）
- 甲虫王者ムシキング 森の民の伝説（モニカ）
- ブラック・ジャック（バスの乗客）
- ポケットモンスター アドバンスジェネレーション（ヒサメ）

2006年
- 怪 〜ayakashi〜 四谷怪談（お熊）
- びんちょうタン（ウメばあちゃん）
- よみがえる空 -RESCUE WINGS-（恒松葉子）

2007年
- 銀魂（八郎の母ちゃん）
- ゲゲゲの鬼太郎（第5作）（2007年 - 2008年、蛇骨婆）
- 精霊の守り人（老婆）
- 電脳コイル（メガばあ）

2008年
- Yes!プリキュア5GoGo!（シビレッタ）
- カイバ（婆さん）
- ソウルイーター（サマンサ）
- ねぎぼうずのあさたろう（仲居頭）
- 墓場鬼太郎（鬼太郎の母）
- 秘密 〜The Revelation〜（水上とし）
- 魔法遣いに大切なこと 〜夏のソラ〜（梅）

2009年
- ケロロ軍曹（ケロン人老婆）

2010年
- あにゃまる探偵 キルミンずぅ（藤田サユリ）
- 怪談レストラン（老婆）
- ご姉弟物語（お松）

2011年
- GOSICK -ゴシック-（ロクサーヌ）
- NO.6（老婆）
- 未来日記（ウメ）

2012年
- アマガミSS+ plus（女将）
- まじっく快斗（白馬探のばあや）

2013年
- 絶園のテンペスト（老婆A）

2014年
- ジョジョの奇妙な冒険 スターダストクルセイダース（エンヤ婆）
- ばらかもん（やすば）
- まじもじるるも（猟銃老婆）
- 蟲師 続章（みかげ）
- わしも WASIMO（ナレーション、りん〈りん子の祖母〉）

2015年
- 櫻子さんの足下には死体が埋まっている（正太郎の祖母）
- プラスティック・メモリーズ（白花チヅ）

2016年
- 不機嫌なモノノケ庵（マンジロウの妻）
- Occultic;Nine -オカルティック・ナイン-（本村静子）
- 機動戦士ガンダム 鉄血のオルフェンズ（2016年 - 2017年、桜・プレッツェル）
- 境界のRINNE（タマ）
- ONE PIECE（2016年 - 2025年、老婆〈シン・デタマルカ〉、ミス・バッキン、トッツ〈子供〉、コニー）

2017年
- 霊剣山 叡智への資格（老婆）
- 魔法陣グルグル（魔法オババ）
- プリンセス・プリンシパル（黒女）
- 妖怪アパートの幽雅な日常（ハツ）

2018年
- citrus（富士峰子）
- 三ツ星カラーズ（おばあちゃん）
- グランクレスト戦記（ゼルマ）
- 鬼灯の冷徹（白蔵主）
- 宇宙戦艦ティラミスII（お婆さん）

2019年
- グリムノーツ The Animation（婆さん）
- 八月のシンデレラナイン（日向幸子）
- RobiHachi（おばちゃん）

2020年
- 宝石商リチャード氏の謎鑑定（ハツ）
- 恋する小惑星（森野夏江）
- アクダマドライブ（たこ焼き屋のおばちゃん）
- 神達に拾われた男（2020年 - 2023年、グリシエーラ） - 2シリーズ

2021年
- IDOLY PRIDE（老女性）
- SHAMAN KING（2021年 - 2022年、ゴルドバ）
- Fairy蘭丸〜あなたの心お助けします〜（老婆）
- かげきしょうじょ!!（桐島）

2023年
- 大雪海のカイナ（大ばば）
- 異世界ワンターンキル姉さん 〜姉同伴の異世界生活はじめました〜（ホアン）
- MIX MEISEI STORY 2ND SEASON 〜二度目の夏、空の向こうへ〜（原田母）

2024年
- SHAMAN KING FLOWERS（ゴルドバ）
- ワンルーム、日当たり普通、天使つき。（占いババ）
- 杖と剣のウィストリア（コルドロン・アヌーブ）
- さようなら竜生、こんにちは人生（マグル）

2025年
- 青の祓魔師 終夜篇（オババ）
- BEYBLADE X（万獣スエ）
- アークナイツ【焔燼曙明/RISE FROM EMBER】（おばあさん）

### 劇場アニメ
1981年
- 機動戦士ガンダム（ハヤトの母）

1985年
- キャプテン翼 ヨーロッパ大決戦（和夫）
- キャプテン翼 危うし! 全日本Jr.（和夫）

1986年
- キャプテン翼 明日に向って走れ!（和夫）
- ゲゲゲの鬼太郎 激突!!異次元妖怪の大反乱（鬼女）
- 11人いる!
- 天空の城ラピュタ（シータの祖母）
- ドラゴンボール 神龍の伝説（パンジの母）
- はだしのゲン2
- 北斗の拳

1988年
- となりのトトロ（本家のおばあちゃん）

1991年
- うしろの正面だあれ
- ガンバとカワウソの冒険（オバハンネズミ）

1992年
- キャンディ・キャンディ（メイド頭）
- 三国志 第一部・英雄たちの夜明け（瑾の母）

1993年
- お星さまのレール（重子）

1994年
- クレヨンしんちゃん ブリブリ王国の秘宝（おばちゃん）

2001年
- クレヨンしんちゃん 嵐を呼ぶ モーレツ!オトナ帝国の逆襲（隣のおばさん）

2003年
- クレヨンしんちゃん 嵐を呼ぶ 栄光のヤキニクロード（隣のおばさん）

2004年
- フイチンさん（ばあや）

2005年
- クレヨンしんちゃん 伝説を呼ぶブリブリ 3分ポッキリ大進撃（隣のおばさん）

2009年
- クレヨンしんちゃん オタケベ!カスカベ野生王国（隣のおばさん）

2011年
- friends もののけ島のナキ（大ばば様）

2012年
- クレヨンしんちゃん 嵐を呼ぶ!オラと宇宙のプリンセス（イツゴのおばさん）

2013年
- 聖☆おにいさん（松田幸代）

2014年
- クレヨンしんちゃん ガチンコ!逆襲のロボとーちゃん（隣のおばさん）

2015年
- クレヨンしんちゃん オラの引越し物語 サボテン大襲撃（隣のおばさん）
- コードギアス 亡国のアキト 第3章「輝くもの天より堕つ」（大婆様）

2016年
- 風のように（おせん）

2017年
- クレヨンしんちゃん 襲来!!宇宙人シリリ（隣のおばさん）
- げんばのじょう-玄蕃之丞-（千代）
- 劇場版 はいからさんが通る（2017年 - 2018年、ばあや） - 前後編

2018年
- クレヨンしんちゃん 爆盛!カンフーボーイズ〜拉麺大乱〜（隣のおばさん）
- 劇場版 七つの大罪 天空の囚われ人（バネス）
- フリクリ プログレ（花枝タミ）
- 映画 妖怪ウォッチ FOREVER FRIENDS（山姥 / ヤマンバァ）

2020年
- クレヨンしんちゃん 激突! ラクガキングダムとほぼ四人の勇者（隣のおばさん）

2021年
- 竜とそばかすの姫

2023年
- 大雪海のカイナ ほしのけんじゃ（大ばば）

2024年
- クレヨンしんちゃん オラたちの恐竜日記（隣のおばさん）

時期未定
- ククリレイジュ -三星堆伝奇-（マド婆）

### OVA
1984年
- BIRTH（バア）
- 魔法の天使クリィミーマミ 永遠のワンスモア（老婆）

1986年
- アーバンスクウェア 琥珀の追撃（管理人のおばさん）

1988年
- 傷追い人（老女）
- 銀河英雄伝説（メイヤー夫人）

1990年
- 江口寿史のなんとかなるでショ!
- 魔動王グランゾート 最後のマジカル大戦（メイ）
- フリテンくん（山口夫人）

1991年
- 硬派銀次郎（ばあちゃん）

1993年
- 魔物ハンター妖子3（オババ）
- MINKY MOMO IN 夢にかける橋（婦人）

2000年
- 名探偵コナン コナンvsキッドvsヤイバ 宝刀争奪大決戦!!（ご隠居）

2001年
- 紺碧の艦隊（大高夫人）

2012年
- 聖☆おにいさん（松田幸代）

2015年
- 閃乱カグラ ESTIVAL VERSUS -水着だらけの前夜祭-（小百合）

### Webアニメ
- 亡念のザムド（2008年、タマヨビの母）
- クレヨンしんちゃん外伝 エイリアン vs. しんのすけ（2016年、おばさん / のどちんこロボ）
- ざしきわらしのタタミちゃん（2020年、ナレーション[55]）
- ぶらどらぶ（2021年、お婆）
- ガンダムブレイカー バトローグ（2021年、イラト婆さん）

### ゲーム
1986年
- 消えたプリンセス（小次郎丸）

1994年
- 風の伝説ザナドゥ（ヘルガ）
- GS美神（大家さん）

1995年
- 真怨霊戦記（桃原麻利子）

1996年
- 究極の倉庫番（ルーシー）
- ファイアーウーマン纏組（石原ふさ）

1997年
- この世の果てで恋を唄う少女YU-NO（梅）
- バウンダリーゲート（PS）（メルク、始まりの母）
- プリンセスメーカー ゆめみる妖精（ペピトーン、マルガリータ）

1998年
- Crystal Class（おばあさん）
- ヒロインドリーム2（駄菓子屋のおばあさん）

2000年
- タイニーバレット（おばあさん）
- ポポロクロイス物語II（ガープ）

2003年
- 十二国記 -紅蓮の標 黄塵の路-（閭胥）

2005年
- ゴッド・オブ・ウォー（ナレーション）
- ポポロクロイス物語 ピエトロ王子の冒険（ガープ）

2006年
- キャプテン翼（立花和夫）
- クレヨンしんちゃん 伝説を呼ぶ オマケの都ショックガーン!
- クレヨンしんちゃん 最強家族カスカベキング うぃ〜（隣のおばちゃん）
- サムライチャンプルー HIPHOPサムライアクション（クンネニシ）

2007年
- ゴッド・オブ・ウォーII 終焉への序曲（ガイア、ナレーション）
- びんちょうタン しあわせ暦（ウメおばあちゃん）

2009年
- スーパーロボット大戦NEO（イドロ）

2010年
- クレヨンしんちゃん ショックガ〜ン!伝説を呼ぶオマケ大ケツ戦!!（となりのおばさん）
- ゴッド・オブ・ウォーIII（ガイア）

2011年
- クレヨンしんちゃん 宇宙DEアチョー!? 友情のおバカラテ!!

2012年
- Kinect スター・ウォーズ

2014年
- クレヨンしんちゃん 嵐を呼ぶ カスカベ映画スターズ!（隣のおばさん）
- ベヨネッタ（アンブラの長老）※Wii U版

2015年
- ジョジョの奇妙な冒険 アイズオブヘブン（エンヤ婆）
- 閃乱カグラ ESTIVAL VERSUS -少女達の選択-（小百合）

2016年
- ガンダムブレイカー3（イラト婆さん）

2017年
- キャプテン翼 〜たたかえドリームチーム〜（立花和夫）
- 閃乱カグラ PEACH BEACH SPLASH（小百合）
- よるのないくに2 〜新月の花嫁〜（三人の教皇）

2019年
- 妖怪ウォッチ4 ぼくらは同じ空を見上げている（山姥、ヤマンバア）
- 妖怪ウォッチ4++（山姥、ヤマンバア）

2020年
- ジョジョのピタパタポップ（エンヤ婆）

2022年
- ジョジョの奇妙な冒険 オールスターバトルR（エンヤ婆）

2024年
- メタファー：リファンタジオ（グルデア）

2025年
- 牧場物語 Let's!風のグランドバザール（サニア）

### 吹き替え

#### 映画
- 愛と哀しみのボレロ ※フジテレビ版
- アガサ 愛の失踪事件
- 悪魔の墓場（交換手）
- 足ながおじさん（アリシア・プリチャード〈セルマ・リッター〉）※テレビ東京版
- アメリカン・グラフィティ ※テレビ朝日版
- アンタッチャブル（ブラックマー夫人）※フジテレビ版
- アンドレ/海から来た天使（ベッツィ）
- 今ひとたび（ソフィア）
- うっかり博士の大発明 フラバァ（チャッツワース夫人）
- 駅馬車（ゲートウッド夫人）※NET版
- エクスタミネーター（老婆）※フジテレビ版
- 男の闘い（キーオ夫人）
- オフィスキラー（カルロッタ〈アリス・ドラモンド〉）
- ガス燈（ダルロイ夫人〈ヘザー・サッチャー〉）※テレビ東京版
- GARMWARS ガルム・ウォーズ（ナレーション[63]）
- がんばれ!ベアーズ 特訓中（トビー・ホワイトウッド）※日本テレビ版
- キャノンボール（女性警官〈ヴァレリー・ペリン〉）※テレビ朝日版
- キングピン/ストライクへの道（女家主〈リン・シェイ〉）
- グッドラック・チャーリー/ザ・ムービー（スー）
- クリスマスに万歳!（オリヴィア）
- 黒馬物語 ブラックビューティー（ゴードン夫人）
- 荒野の大活劇（バーンズの女）
- 殺し屋ハリー/華麗なる挑戦（ドリー）
- サーカス天国（ブロッサム（アン・ヘイニー）、ベイリー夫人、女B、ピエロB）
- サイコ（チェンバース夫人〈ルリーン・タトル〉）※フジテレビ版
- 最後の恋のはじめ方
- 最前線物語 ※TBS版
- ザッツ・ファビュラス!（エディナの母）
- ジェシカおばさんの事件簿/ふたつの墓の謎（ライザ・フープス〈グロリア・スチュアート〉）
- シェルター
- 史上最大のスーパー・チャンピオン（ピーターソン夫人〈ナンシー・ウォーカー〉）
- シティ・オブ・ジョイ
- シャーロック・ホームズの素敵な挑戦（ハドソン夫人）
- ジャガーノート（コリガン夫人）
- 新・脱獄の用心棒（老婆）
- スクール・ウォーズ/もうイジメは懲りごり!（ベティ〈フェイス・プリンス〉、子供時代のアラン）
- スターダスト・メモリー（サンディの妹）
- ステッピング・アウト（ドロシー）
- ストリートファイター（マダム）
- スリーメン&リトルレディ（ウォーカー夫人）※ソフト版・スター・チャンネル版
- セブン・イヤーズ・イン・チベット（タシ）※ソフト版
- 続・荒野の七人
- ダーティファイター 燃えよ鉄拳（ハティ）
- 誰が為に鐘は鳴る
- TAXI NY（ママ〈アン＝マーグレット〉）※フジテレビ版
- 脱出（ビディフォード夫人）※テレビ朝日版
- 誰かがあなたを愛してる（ジェニファーの母）
- ツイン・ピークス/ローラ・パーマー最期の7日間（丸太おばさん、チャルフォント〈フランセス・ベイ〉）※ソフト版
- テス（クレア夫人）
- デューン/砂の惑星（シャダウト・メイプス〈リンダ・ハント〉）※テレビ朝日版
- Dr.ギグルス（エレイン・ヘンダーソン）
- ドク・ハリウッド（ヴァイレット）※ソフト版
- ドク・ホリディ（マティ・アープ）
- ナンシー・ドリューと秘密の階段（フローラ〈リンダ・ラヴィン〉）
- ニキータ（アマンド〈ジャンヌ・モロー〉）※ソフト版
- 摩天楼はバラ色に（グレース・フォスター）※TBS版
- ネバーエンディング・ストーリー（ウルグル〈パトリシア・ヘイズ〉）※ソフト版
- パーシー・ジャクソンとオリンポスの神々/魔の海（グレイシスター3〈ミッシー・パイル〉）
- ハード・ターゲット ※フジテレビ版
- ハイスクール・ドリーム（グロスマン先生、リンバーガー夫人）
- 白熱（マーサ・カルペッパー）
- 運び屋（メアリー〈ダイアン・ウィースト〉[64]）※ソフト版
- 裸のランチ（ファデラ）
- ハンター（ベルナルド夫人）※フジテレビ版
- 100万ドルの血斗（デライラ）
- 評決のとき（コーラ・メイ・コッブ〈ベス・グラント〉、デル）※ソフト版
- ヒンデンブルグ（ミルドレッド・ブレスロー〈キャサリン・ヘルモンド〉）※TBS版
- ファミリービジネス（ローズ、マーゴ）
- ファントム・スレッド（ティッピー）
- 54 フィフティ★フォー（ディスコ・ドッティ〈エレン・アルベルティーニ・ダウ〉）※Netflix版
- フェイズIV 戦慄!昆虫パニック（ミルドレッド〈ヘレン・ホートン〉）
- フラッシュダンス（秘書）
- フラットライナーズ（ネルソン少年）※ソフト版
- ブルージーン・コップ（ヘレン・ヴォグラー）※VHS版
- ベスト・キッド ※テレビ朝日版
- ベルサイユのばら（ロザリーの母）
- ぼくの美しい人だから（エラ・ホロウィッツ）
- ホステージ（ルイーズ）※テレビ朝日版
- ホンコン・フライド・ムービー（マリア）
- マイ・ビッグ・ファット・ドリーム（バーカス）
- マスク（エベリン〈エステル・ゲティ〉）
- マレーナ
- ミシシッピー・バーニング（ウェイトレス）※ソフト版
- ミズーリ・ブレイク（牧場主の妻）
- ミスティック・ピザ（アルージョ夫人）
- ミュータント・タートルズ ※フジテレビ版
- ミュータント・ニンジャ・タートルズ2 ※劇場公開版
- ミラクル・ファイター（姉弟子〈ユエン・チョンヤン〉）
- みんな愛してる
- みんな誰かの愛しい人（エディット）
- 無防備都市 ※テレビ朝日版
- 名探偵登場
- ものすごくうるさくて、ありえないほど近い（おばあちゃん〈ゾーイ・コールドウェル〉）
- 屋根裏のエイリアン（ナナ・ローズ・ビアソン〈ドリス・ロバーツ〉）
- ヤング≒アダルト（ジャン〈メアリー・ベス・ハート〉）
- 夜の刑事（フランカ〈ラウラ・アントネッリ〉）※テレビ朝日版
- ロジャー・ラビット（ミセス・ハーマン）
- ワーキング・ガーイ（メアリー〈ミンディ・スターリング〉）
- 101 ※ソフト版
- ワン・モア・タイム（ハンディ〈キャスリーン・フリーマン〉）※ソフト版

#### ドラマ
- アーノルド坊やは人気者 シーズン1 #16（エミリー・サットン）
- アガサ・クリスティー ミス・マープル 動く指（パトリッジ）
- 悪魔の手ざわり #9（アリス）
- アリー my Love
- ER緊急救命室
  - シーズン2 #12（バーバラ・ディーン〈アイリーン・ライアン〉）、#20（イブ〈アニー・オドネル〉）
  - シーズン6 #12（ミルス夫人〈ペイシェンス・クリーヴランド〉）
- WITHOUT A TRACE/FBI 失踪者を追え!3（パーカー夫人）
- 俺がハマーだ! シーズン2 #5（ワンダ・ホブス）
- がんばれ!ベアーズ
  - シーズン1 #3（ピッチャー）、#8（ワイルドキャッツ）
  - シーズン2 #5（メアリーおばさん）、#11（ジョーイ・ターナー）
- 恐竜家族
- 刑事コロンボシリーズ
  - 刑事コロンボ 愛情の計算（受付）
  - 刑事コロンボ 自縛の紐（母親） ※NHK版
  - 刑事コロンボ 仮面の男（デラ）
  - 刑事コロンボ ハッサンサラーの反逆（キゥイン大使夫人）
  - 刑事コロンボ 秒読みの殺人（マッジ、チャック）
  - 新・刑事コロンボ かみさんよ、安らかに（ソーンウッド夫人）
  - 新・刑事コロンボ 華麗なる罠（ナンシー・ウォーカー）
  - 新・刑事コロンボ 大当たりの死（ジョージィの母、ハロウィンの子供たち、老人客、オークションの客）
- CSI:ニューヨーク6（メアリー）
- シドニー・シェルダンの明日があるなら（チャールズの母）※VHS版
- 私立探偵マグナム シーズン2 #18（マート・キャラハン）
- ツイン・ピークス シーズン2（ヴィヴィアン・スマイス・ナイルズ〈ジェーン・グリア〉）
- 特捜刑事マイアミ・バイス
  - シーズン3 #6（医者）、#11（カーメン・アルビエロ）、#16（ドクター・チェイニー）
  - シーズン4 #2（ルー）
- 特攻野郎Aチーム シーズン4 #3（ヒルディ・ヘンダーソン〈リズ・シェリダン〉、ドロシー）
- ヒルストリート・ブルース シーズン2 #16（ロザンナ・モーゲンスターン）
- ファミリータイズ シーズン3 #4（フローレンス・メンロー〈フランセス・ベイ〉）
- ラバーン&シャーリー（エドナ・バビッシュ〈ベティ・ギャレット〉）
- ロイヤル・スキャンダル 〜エリザベス女王の苦悩〜（デイム・アン・レズリーのボイスオーバー）

#### アニメ
- イウォーク物語（アーガー、モラーグ）※VHS版、（アーガー）※DVD版
- キム・ポッシブル（ドクター・ドラッケンの母）
- ザ・シンプソンズ（パティ・ブービエ〈初代〉、アグネス・スキナー〈初代〉 他）
  - ザ・シンプソンズ MOVIE（アグネス・スキナー、クッキー・クワン、ネルソン・マンツの母 他） ※オリジナル版
- シザー・セブン（チェンばあさん）
- スパイダーマン（メイ・パーカー） ※東和ビデオ版
- セントラルパークの妖精 スタンリーのゆかいな冒険
- トムとジェリーキッズ
- フィリックス（おばあちゃん、小鳥、子供）
- ヘラクレス（ラケシス、クロートー、アトロポス、ガイア、エキドナ 他）
- ホートン/ふしぎな世界のダレダーレ

### 特撮
- スーパー戦隊シリーズ
  - 特捜戦隊デカレンジャー（2004年、シンノー星人ハクタクの声）
  - 烈車戦隊トッキュウジャー（2014年、モルク侯爵の声[65]、クライナーアナウンス[66]）
  - 行って帰ってきた烈車戦隊トッキュウジャー 夢の超トッキュウ7号（2015年、モルク侯爵の声）
  - 烈車戦隊トッキュウジャーVSキョウリュウジャー THE MOVIE（2015年、モルク侯爵の声[67]）

### CD
- 劇場版BLEACH The DiamondDust Rebellion もう一つの氷輪丸 ドラマCD 氷原に死す（ばあちゃん）
- CDシアター ドラゴンクエストVI（グランマーズ）
- 人間倶楽部（李志恩）
- 魔動王グランゾート（V-メイ）※カセット
- 魔法遣いに大切なこと（菊池ユキ）

### 舞台
- 絵本昔話狐嫁入（1988年、劇団すぎのこ） - 忠七の母（声の出演）[68]
- ONEOR8『裸足』（2001年・初演、2004年・再演）

### CM
- ねるねるねるね（1986年 - 2002年、魔女の声）

### 人形劇
- こどもにんぎょう劇場「セロひきのゴーシュ」

### オーディオドラマ
- クレシェンド（2019年[69][70][71][72]、フルヴィア〈序章 - 第四章〉[73][74]）

### その他コンテンツ
- 特集ドラマ「岸辺露伴は動かない」見どころガイド（2020年、語り）
- BS世界のドキュメンタリー『RBG 最強の85才』（2021年、ルース・ベイダー・ギンズバーグのボイスオーバー）

### シリーズ一覧
1. ↑  第1期（2020年）、第2期『2』（2023年）